# Хазамов Махмуд
Махмуд Хазамов (род. 10 марта 1997 года) — российский боец смешанных единоборств (MMA). Известен участием в профессиональных турнирах MMA, призёр мира по рукопашному бою. Родился в Республике Дагестан. Активно занимается смешанными единоборствами . Тренируется в Пхукете, Таиланд.

## Спортивная карьера

### MMA
Хазамов выступает в легчайшей и в наилегчайшей весовой категории. Его профессиональный рекорд включает пять побед и одно поражение по мма.

### Грэпплинг
В 2025 году участвовал в ADCC Thailand League, проходившем в Пхукете, в категории до 65.9 кг в в отдельной сетке YOKKAO pro basket. На турнире одержал победу в своём весовом дивизионе.

## Таблица боёв
| Дата           | Соперник                | Турнир/Событие                                      | Результат | Метод                 | Раунд | Примечания        |
| -------------- | ----------------------- | --------------------------------------------------- | --------- | --------------------- | ----- | ----------------- |
| 29 марта 2015  | Шамиль Аршаев           | Nomad MMA — Republican Grappling and MMA Tournament | Победа    | TKO (остановка врача) | 2     |                   |
| 7 мая 2017     | Валерий Широбоков       | FCF‑MMA PRO — Hard Power FCF‑MMA 2017               | Победа    | Сабмишн (гильотина)   | 1     |                   |
| 2 марта 2021   | Жасурбек Мамасабыр Уулу | FFC — Falco Fighting Championship: Grand Prix       | Победа    | TKO (удары)           | 1     |                   |
| 20 марта 2021  | Айдимаммад Абдурахмонов | FFC — Selection 6                                   | Победа    | Решение (по очкам)    | 2     |                   |
| 1 октября 2022 | Алимирзо Кенжаев        | Perviy Club — Fight Show 52 (экзибишн)              | Победа    | Сабмишн (армбар)      | 1     | *Выставочный бой* |
| 14 июля 2023   | Султанали Давудов       | AMC — Fight Nights 121                              | Поражение | Решение (раздельное)  | 3     |                   |

- Данные взяты с сайта FightMatrix.*

## Участие в региональных соревнованиях
Махмуд Хазамов участвовал в турнирах по ММА в Дагестане